# Soyuz 24
Soyuz 24 fue una misión de una nave Soyuz 7K-T modificada (Soyuz 7K-T/A9) lanzada el 7 de febrero de 1977 desde el cosmódromo de Baikonur con dos cosmonautas a bordo para acoplarse a la estación espacial militar Salyut 5 en el marco del programa Almaz.
La misión de Soyuz 23 fue realizar experimentos militares, científicos y técnicos en la estación y de paso, dadas las sospechas de que el aire de la estación estaba contaminada desde la misión Soyuz 21, renovar la atmósfera de la misma utilizando equipamiento especial. La atmósfera original fue analizada, sin que se encontrase ningún contaminante. A pesar de todo se decidió seguir con los planes para renovarla, expulsando la atmósfera original a través de la esclusa utilizada por los cosmonautas para realizar actividades extravehiculares.
La nave regresó el 25 de febrero de 1977, aterrizando a 37 km al noreste de Arkalyk y siendo recuperada a las 9:38 GMT.

## Tripulación

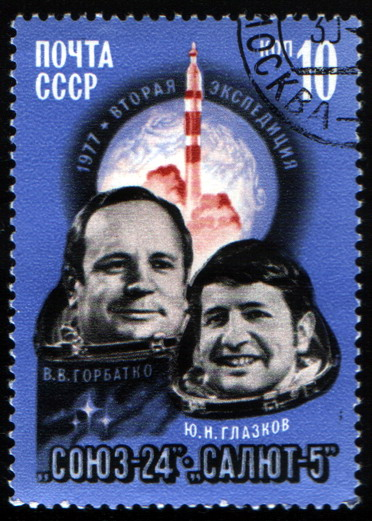
Sello conmemorativo soviético de la misión Soyuz 24.

- Viktor Gorbatko (Comandante)
- Yuri Glazkov (Ingeniero de vuelo)

## Tripulación de respaldo
- Anatoli Berezovoy (Comandante)
- Mikhail Lisun (Ingeniero de vuelo)

## Tripulación de reserva
- Vladimir Kozelsky (Comandante)
- Vladimir Preobrazhensky (Ingeniero de vuelo)